# Saidor (Schiff)
Die USS Saidor (CVE-117), war ein amerikanischer Geleitflugzeugträger der Commencement Bay-Klasse. Die Saidor beruhte auf dem Entwurf eines großen Tankers, wurde aber von Anfang an als Geleitflugzeugträger konzipiert.
Da die Baureihe erst kurz vor Kriegsende entworfen wurde, kam das Schiff im Zweiten Weltkrieg nicht mehr zum Einsatz.
Nach dem Krieg wurde die Saidor noch als Fotoaufklärer während der Atomversuche im Rahmen der Operation Crossroads genutzt, aber schon 1947 in die Reserve überführt.
1970 wurde sie endgültig aus der Bestandsliste gestrichen und später verschrottet.